# 4921 Волонте
4921 Волонте (4921 Volonté) — астероїд головного поясу, відкритий 29 вересня 1980 року.
Тіссеранів параметр щодо Юпітера — 3,499.